# Ilene Landis
Ilene Landis ist eine Filmproduzentin und Filmregisseurin, die 1984 für einen Oscar nominiert war.
Landis produzierte und inszenierte 1983 gemeinsam mit Dea Brokman den Dokumentar-Kurzfilm Ihr zent frei (You Are Free), für den beide eine Oscarnominierung erhielten. Im Film berichten fünf ehemalige Soldaten der United States Army sowie eine Überlebende eines Gefangenenlagers über die Befreiung und die Schrecken dieser Zeit. Die Filmemacherinnen mussten den Oscar jedoch Cynthia Scott und Adam Symansky und deren Film Flamenco at 5:15 überlassen, in dem kanadische Schüler im Tanz Flamenco unterrichtet werden.
Weitere Informationen über Landis gibt es nicht, weder über ihre Ausbildung, noch darüber, was sie vor und nach dem Drehen des Films gemacht hat.

## Auszeichnung
Bei den Academy Awards 1984 waren Ilene Landis und Dea Brokman mit und für ihren Film Ihr zent frei für den Oscar in der Kategorie „Bester Dokumentar-Kurzfilm“ nominiert.